# Такач, Боги
Боги Такач (англ. Bogi Takács; род. 25 декабря 1983; Дьёр, Венгрия) — венгерский поэт, писатель, психолингвист, редактор и переводчик. Пишет произведения на еврейскую тематику, вдохновляясь Торой.

## Карьера
Такач, будучи человеком с ограниченными возможностями, работал с рядом других авторов над такими проектами, как Disabled People Destroy. Его работы публиковались в Strange Horizons, Uncanny, Lightspeed, Clarkesworld, Publishers Weekly и Apex. Он получил степень бакалавра, две степени магистра, степень магистра экспериментальной и когнитивной психологии и степень магистра теоретической лингвистики в Будапештском университете. Такач переехал в США, чтобы продолжить работу в аспирантуре Университета Айовы.

## Личная жизнь
Такач в настоящее время проживает в США, у него есть ребенок. И он, и его ребёнок являются аутичными людьми.
Такач — интерсекс-человек, агендерная-транс-персона. Использует местоимение "они".

## Награды
- Победитель премии Lambda Literary Award в номинации Лучшая фантастика о трансгендерах за произведение «Transcendent 2: The Year's Best Transgender Speculative Fiction».
- Номинирован в премии Локус for «Transcendent 2: The Year's Best Transgender Speculative Fiction».
- В 2018 и 2019 стал финалистом премии Хьюго в номинации Best Fan Writer.
- Победитель 2020 года в премии Хьюго в номинации Best Fan Writer.

### Редактор
- Transcendent 3: The Year's Best Transgender Speculative Fiction 2017 (Lethe Press)
- Transcendent 2: The Year's Best Transgender Speculative Fiction 2016 (Lethe Press)

### Сборник рассказов
- The Trans Space Octopus Congregation (Lethe Press, 2019)

### Рассказ
- "Three Partitions" (2014)
- "Standing on the Floodbanks" (2016)
- "Empathic Mirroring" (2018)
- "Defend Hearth Position" (2018)
- "The Souls of Those Gone Astray from the Path" (2018)